# 亞努什·利貝爾科夫斯基
亞努什·利貝爾科夫斯基（波蘭語：Janusz Liberkowski，1953年3月9日—）是一位波蘭工程師。

## 生平
格但斯克理工大學畢業，1984年移居美國。在2006年5月19日贏得首屆美國電視網ABC的「美國發明家」競賽，得獎作品為球形安全座椅。該設計的目的是要在嬰兒受到碰撞時提供保護，命名為Anecia安全膠囊（Anecia Safety Capsule）。此次獲獎，讓利貝爾科夫斯基贏得了一百萬美元。利貝爾科夫斯基原育有一女阿內塔，卻在一次車禍中痛失愛女，也因此催生了Anecia安全膠囊。其設計概念為遇到撞擊時，內部的球體會晃動，能將撞擊移動能轉換成旋轉運動，藉以降低撞擊力道。
利貝爾科夫斯基積極參與旅美波蘭人後團結運動，其中包括波蘭遊艇俱樂部的少數海外分點之一——波蘭遊艇俱樂部舊金山分部（YKP San Francisco）。